# Landtagswahl in Nordrhein-Westfalen 2000
- SPD: 102
- Grüne: 17
- FDP: 24
- CDU: 88

- Regierung: 119
- Opposition: 112

Die Wahl zum Landtag des Landes Nordrhein-Westfalen der 13. Wahlperiode fand am 14. Mai 2000 statt. Dabei stellte sich die seit der Wahl 1995 amtierende SPD/Grüne-Koalition unter dem seinerseits seit 1998 amtierenden Ministerpräsidenten Wolfgang Clement der Wiederwahl. Spitzenkandidat der CDU und Herausforderer von Clement war Jürgen Rüttgers. Die Wahl stand unter dem Eindruck der CDU-Spendenaffäre und resultierte in einer Fortsetzung der rot-grünen Landesregierung (→ Kabinett Clement II).

## Ausgangssituation
Bei der vorherigen Landtagswahl im Jahr 1995 erhielt die SPD 46,0 Prozent der Stimmen (108 Sitze), die CDU 37,7 Prozent (89 Sitze) und die Grünen 10,0 Prozent (24 Sitze). Die FDP erhielt 4 Prozent und verfehlte den Einzug in den Landtag. Die SPD konnte ihre seit 1980 bestehende Alleinregierung mit dem Ministerpräsidenten Johannes Rau nicht fortsetzen und bildete eine Koalition mit den Grünen, ab 1998 unter Führung von Clement.
In der Debatte um den Braunkohletagebau Garzweiler II 1997/98 kam es zu einer ernsten Regierungskrise. Anfang 1998 beschlossen die Grünen aber, das Regierungsbündnis mit der SPD fortzusetzen. Für Streit sorgte auch die Entscheidung Clements nach seinem Amtsantritt im Juni 1998, das Justiz- und das Innenressort zusammenzulegen. Die Grünen kritisierten den Entschluss; Clement musste die Ressorts nach einem Beschluss des Verfassungsgerichtshofs im Februar 1999 wieder trennen.

## Wahlkampf
Die SPD zog ohne Koalitionsaussage in den Wahlkampf. Ministerpräsident Clement erhoffte sich zwar eine absolute Mehrheit, konnte sich aber abseits davon sowohl die Fortführung von Rot-Grün als auch eine Koalition mit der FDP vorstellen. Wahlziel der CDU unter Jürgen Rüttgers war die Übernahme der Regierung, wenn nötig gemeinsam mit der FDP. Die Grünen, angeführt von Umweltministerin Bärbel Höhn, warben für eine Fortsetzung der rot-grünen Koalition und begegneten den Überlegungen Clements zu einer sozialliberalen Koalition mit dem Spruch „Wer Rot-Grün will, der muss Grün wählen“. Die FDP mit ihrem Spitzenkandidaten Jürgen Möllemann erhoffte sich den Wiedereinzug in den Landtag und ging mit dem Ziel, stärker als die Grünen zu werden, in den Wahlkampf.
Der Wahlkampf stand unter dem Eindruck der Ende 1999/Anfang 2000 ans Tageslicht gekommenen CDU-Spendenaffäre. Auch wenn die nordrhein-westfälische Landespartei weniger von der Affäre betroffen war, belastete diese ihre Zustimmungswerte deutlich. Erzielte sie in den Meinungsumfragen im Dezember 1999 noch einen Spitzenwert von 46 %, rutschte sie bis auf 32 % im März 2000 ab. Ein wichtiges Thema der Landtagswahl war die Zuwanderungspolitik der rot-grünen Bundesregierung. Jürgen Rüttgers warb gegen die im Bund geplante Einführung der sogenannten Greencard.

## Amtliches Endergebnis
- Wahlberechtigte: 13.061.265
- Wähler: 7.409.399
- Wahlbeteiligung: 56,73 %
- Gültige Stimmen: 7.336.411

|                | Stimmen absolut | Anteil in % | Wahl- kreisbe- werber | Direkt- man- date | Sitze |
| -------------- | --------------- | ----------- | --------------------- | ----------------- | ----- |
| SPD            | 3.143.179       | 42,84       | 151                   | 102               | 102   |
| CDU            | 2.712.176       | 36,97       | 151                   | 49                | 88    |
| FDP            | 721.558         | 9,84        | 151                   |                   | 24    |
| GRÜNE          | 518.295         | 7,06        | 151                   |                   | 17    |
| REP            | 83.296          | 1,14        | 132                   |                   |       |
| PDS            | 79.934          | 1,09        | 148                   |                   |       |
| UNABH. BÜRGER  | 22.059          | 0,30        | 55                    |                   |       |
| Rentner        | 10.708          | 0,15        | 19                    |                   |       |
| MLPD           | 5.969           | 0,08        | 87                    |                   |       |
| DMP            | 5.743           | 0,08        | 33                    |                   |       |
| PBC            | 4.123           | 0,06        | 18                    |                   |       |
| Naturgesetz    | 3.474           | 0,05        | 16                    |                   |       |
| Familie        | 3.420           | 0,05        | 9                     |                   |       |
| Tierschutz     | 3.075           | 0,04        | 7                     |                   |       |
| BüSo           | 2.530           | 0,03        | 27                    |                   |       |
| NPD            | 2.357           | 0,03        | 11                    |                   |       |
| ödp            | 1.923           | 0,03        | 10                    |                   |       |
| DKP            | 1.722           | 0,02        | 15                    |                   |       |
| Frauen         | 1.541           | 0,02        | 6                     |                   |       |
| PETO           | 993             | 0,01        | 2                     |                   |       |
| Deutschland    | 525             | 0,01        | 4                     |                   |       |
| HP             | 405             | 0,01        | 7                     |                   |       |
| ÖkoLinX        | 304             | 0,00        | 4                     |                   |       |
| BGD            | 178             | 0,00        | 1                     |                   |       |
| Nichtwähler    | 175             | 0,00        | 1                     |                   |       |
| Bewusstsein    | 162             | 0,00        | 3                     |                   |       |
| UAP            | 139             | 0,00        | 2                     |                   |       |
| CM             | 104             | 0,00        | 1                     |                   |       |
| Einzelbewerber | 6344            | 0,09        | 20                    |                   |       |
| Total          | 7.336.411       |             | 1.242                 | 151               | 231   |

Die SPD erhielt 13 Überhangmandate. Dafür erhielt die CDU 11, die FDP 4 und die Grünen 2 Ausgleichsmandate, der Landtag hatte für diese Legislaturperiode somit eine Größe von 231 Mitgliedern.
Sitzverteilung am Ende der Wahlperiode: SPD 101, CDU 88, FDP 24, Grüne 16, fraktionslos 2

## Konsequenzen
SPD und Grüne nahmen am 21. Mai 2000 Koalitionsverhandlungen auf. Ministerpräsident Clement hatte sich zuvor lediglich zu informellen Gesprächen mit dem FDP-Kandidaten Möllemann getroffen. Nach über zweiwöchigen Verhandlungen einigten sich SPD und Grüne am 7. Juni auf einen Koalitionsvertrag. Am 17. und 18. Juni wurde er von Parteitagen von SPD und Grünen bestätigt, und am 21. Juni wählte der nordrhein-westfälische Landtag Wolfgang Clement erneut zum Ministerpräsidenten.